# Список керівників держав 740 року
Список керівників держав 739 року — 740 рік — Список керівників держав 741 року — Список керівників держав за роками

## Європа
- Аль-Андалус — валі Укба ібн аль-Хаджая аль-Салулі (734–740), його змінив валі Абд аль-Малік ібн-Катан аль-Фіхрі (740–742)
- Астурія — король Альфонсо I Католик (739–757)
- Бельгія:
  - Єпископство Льєж — єпископ Святий Флориберт (724-748)
- Британські острови:
  - Бріхейніог — король Теудр I ап Райн (735—760)
  - Вессекс — король Етелард (726—740), його змінив брат король Кутред (740—756)
  - Гвент — король Ітел III ап Морган (715—755)
  - Гвінед — король Родрі ап Ідвал (720—754)
  - Дівед — король Теудос ап Райн (730—760)
  - Думнонія — король Діфнвел ап Ітел (715—750)
  - Ессекс — король Селред (709—746)
  - Кент — король Етельберт II (725—762) та король Едберт I (725—748)
  - Магонсетон  — король Мілфріт (730—750)
  - Мерсія — король Етельбальд (716—757)
  - Нортумбрія — король Едберт (737—758)
  - Королівство піктів — король Енгус мак Фергюс (732—761)
  - Королівство Повіс — король Елісед ап Гуілог (710—755)
  - Сейсіллуг — король Артген (700—750)
  - Стратклайд (Альт Клуіт) — король Теудебур ап Белі (722—752)
  - Східна Англія — король Ельфвальд (713—749)
  - Гвікке — король Осред (736—756)
- Венеціанська республіка — дож Орсо Іпато (726—742)
- Візантійська імперія — імператор Лев III Ісавр (717—741)
  - Неаполітанський дукат — дука Григорій I (739—755)
  - Равеннський екзархат — екзарх Євтихій (727—751)
- Волзька Булгарія — хан Котраг (бл. 710 — бл. 765)
- Данія — конунг Сігурд Кільце (735—756)
- Домнонія — король Даніель (720—749)
- Ірландія — верховний король Аед Аллан (734—743)
  - Айлех — король Аед Аллан (722—743)
  - Брега — король Коналл мак Амальгайд (724—742)
  - Кілдер — король Айліл Коррах мак Флайн (714—741)
  - Коннахт — король Айд Балб (735—742)
  - Ленстер — король Фаелан мак Мурхада (738—760)
  - Муму — король Катал мак Етерскел (721—742)
  - Осрейг — король Анмад мак Форбасах (740—755)
  - Тір Конайлл — король Лойнгсех мак Флайтбертах (734—754)
  - Манстер — король Катал мак Фінгуне (721—742)
  - Міт — король Домналл Міде (715—763)
  - Улад — король Катуссах мак Елелло (735—749)
- Карантанія — князь Борут (730—748)
- Королівство лангобардів — король Лютпранд (712—744)
  - Герцогство Беневентське— герцог Григорій (733—740), його змінив герцог Годшалк (740—743)
  - Герцогство Сполетське — герцог Гільдерік Сполетський (739—740), його убив і захопив вдруге владу герцог Тразімунд II Сполетський (724—739, 740—742, 744—745)
  - Герцогство Фріульське — герцог Рачіс (739—744)
- Нідерланди:
  - Єпископство Утрехт — єпископ Святий Боніфацій (739—754)
  - Фризія — король Альдгісл II (734—748)
- Німеччина:
  - Графство Ааргау — граф Руодхард (740—760)
  - Єпископство Аугсбург  — єпископ Вігберт (730—749)
  - Єпископство Зальцбург — єпископ Йоан (739—745)
  - Єпископство Констанц — єпископ Арнефрід (736—746)
  - Єпископство Пассау — єпископ Святий Бівіло (738—745)
  - Єпископство Регенсбург — єпископ Готбальд (739—761)
  - Єпископство Санкт-Галлен — єпископ Сідоній (740—760)
  - Єпископство Страсбург — єпископ Удо I (734—765)
  - Єпископство Трір — єпископ Міло
  - Графство Тургау — граф Пепо (730—750)
  - Єпископство Фрайзінг — єпископ Ерембрехт (739—747)
  - Єпископство Хур — єпископ Адальберт (735—754)
  - Герцогство Швабія — герцог Тюдбальд (737—744)
  - Єпископство Шпаєр — єпископ Ліудо (726—743)
- Перше Болгарське царство — хан Севар (738—753)
- Приморська Хорватія — князь Будимир (740—785)
- Сардинія:
  - Юдикат Арбореа — юдекс Агафон (бл 740)
  - Юдикат Гальюра — юдекс Джованні I (бл.740)
  - Юдикат Кальярі — юдекс Гуфрідо (740—760)
  - Юдикат Торрес — юдекс Маріано I (бл.740)
- Святий Престол — папа римський Григорій III (731—741)
- чехи — князь Пржемисл I (720—750)
- Франкське королівство:
  - мажордом Карл Мартел (718—741)
  - Аквітанія та Герцогство Васконія — правили два брати герцог Гунальд I (735—748) та герцог Гаттон (735—744)
  - Баварія — герцог Оділон (737—748)
  - Макон та графство Отьєн — граф Тьєррі I (733—791)
  - Графство Мен — граф Гозолен (бл. 725—748)
  - Графство Разе — граф Сігеберт II (730—760)
  - Тюрингія — герцог Хеден II (689 — бл. 741)
  - Графство Шалон — граф Адалард (733 — бл. 765)
- Хозарський каганат — каганеса Парсбіт (736—740), її змінив каган Булан (740—760)
- Швеція — конунг Харальд Бойовий Зуб (бл. 705 — бл. 750)

## Азія
- Диньяваді (династія Сур'я) — раджа Сур'я Кутта (723–746)
- Індія:
  - Бадамі— Західні Чалук'я — махараджахіраджа Вікрамадітья II (733–744)
  - Венгі— Східні Чалук'я — махараджа Вішнувардхана III (719–755)
  - Гондвана — раджа Суратанасінха  (729-758)
  - Західні Ганги — магараджа Шріпуруша (726–788)
  - Камарупа — цар Харшадева (725–745)
  - Кашмір — махараджа Муктапіда Лалітадіт'я (бл. 723 — бл. 760)
  - Кешарі — раджа Гандхара (740-754)
  - Мевар — раджа Кхумана I (730-753)
  - Династія Паллавів  — махараджахіраджа Нанді-варман II (733–795)
  - Держава Пандья — Мараварман Раджасінга I (735—765)
  - Раштракути — махараджахіраджа Дантідурга (735–756)
  - Томара — раджа Анандапала I(736-754)
- Індокитай:
  - Бан Пха Лао — раджа Лао Чонг (бл. 740–759)
  - Мианг Сва — раджа Тхао Тіантха Пханіт (720–740), його змінив раджа Кхун Шва (740–760)
  - Чампа — князь Рудраварман II (бл. 731 — бл. 758)
  - Ченла — король Пушкаракша (716–730), його змінив король Шамбхуварман (730–760)
- Індонезія:
  - Матарам — шрі-махараджа Санджайя (732–760)
  - Королівство Сунда — король Ракейян Банга (739–766)
  - Імперія Шривіджая — махараджа Рудра Віккама (728–742)
- Кавказ:
  - Абазгія — князь Констянтин II (бл. 730 — бл. 745)
  - Васпуракан — нахарар Ваан Арцруні (705-742)
  - Вірменське князівство — ішхан Ашот III Багратуні (732–748)
  - Гардман — мелік Гагік (705-740), його змінив син мелік Нерхес (740-770)
  - Картлі — ерісмтавар Гурам III (693–748)
  - Кахетія — князь Мір (736–741) та князь Арчіл (736–786)
  - Тао-Кларджеті — князь Нерсе (705–742)
- Китай:
  - Бохай — гован Да Ціньмао (737–793)
  - Племена кидані — вождь Лі Хуайсю (735-750)
  - Наньчжао — ван Мен Пілоге (728–748)
  - Династія Тан — імператор Сюань-цзун (Лі Лундзі) (712–756)
- Корея:
  - Сілла — ван Хьосон (737–742)
- Омеядський халіфат — халіф Хішам ібн Абдул-Малік (724–743)
- Непал (династія Ліччхаві) — махараджа Джаядева Ліччхаві (740-750)
- Паган — король Теїн Кун (734–744)
- Персія:
  - Гілян (династія Дабюїдів) — іспахбад Дадбурзмір (728–740/741)
  - Табаристан (династія Баванді) — іспахбад Мехр Мардан (728–752)
  - Раджарата (о.Шрі-Ланка) — раджа Махінда I (738–741)
- Середня Азія:
  - Бухара — бухар-худат Кутейба (739–751)
  - Східно-тюркський каганат — каган Більге-Кутлуг-хан (739–741)
  - Тюргешський каганат — каган Бага-тархан (739–742/744)
  - Фергана  — тархан Арслан-тархан (бл. 720 — 750)
  - Хорезм (династія Афрігідів) — шах Шаушафар (бл. 740–780)
  - Шаш — князь Тудун (Йубічже) (бл. 730 — 749)
- Тибетська імперія — Меагцом (704—754/755)
- Шанські держави
  - Могаунг — Мургноу (667-777)
  - Муанмау — собва  Кам Сім Па (703-753)
  - Сипау (Онг Паун) — Со Сау Па (739-761)
- Японія — імператор Сьому (724–749)

## Африка
- Аксум — негус Герсем II (бл. 740-750)
- Імперія Гао — дья Дьябай (бл. 730 — бл. 750)
- Іфрикія — намісник Убайд Аллах ібн аль-Хабхад (734–741)
- Макурія — кабіл Захарія II (бл. 738 — бл. 744)
- Некор — емір Саліх I ібн Мансур (710—749)

## Північна Америка
- Цивілізація Мая:
  - Дос-Пілас — цар Уча'ан К'ін Б'алам (727–741)
  - Кірігуа — цар Кауак-Небо (711–751)
  - Копан — цар К'ак'-Хоплах-Чан-К'авіїль (738–749)
  - Куаутітлан  — цар Чіконтонатіу  (бл. 687–750)
  - Кулуакан — цар Науйотль I (бл. 717–767)
  - Тікаль — цар Ікін-Чан-Кавіль (734–755/760)
  - Яшчилан — божественний цар Іцамнах-Балам III (681–742)
- Тольтеки — цар Уецін (бл. 720–760)